# Britney's New Look
«Britney's New Look» (en España «La nueva imagen de Britney» y en Hispanoamérica «El Nuevo look de Britney») es el episodio 1202 (# 169) de la serie animada de Comedy Central, South Park. Fue el segundo capítulo de la temporada 12° el 19 de marzo de 2008.
El episodio se trata de Britney Spears, que incluye el total acoso de los medios sobre ella, en dicho, Los escritores de la serie muestran el problema exageradamente.

## Sinopsis

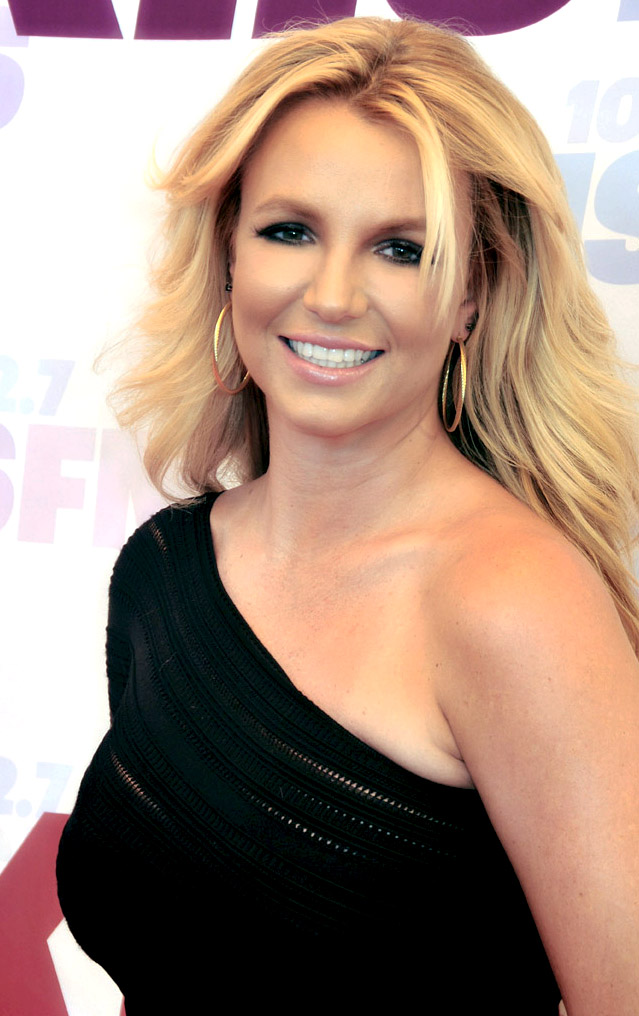
Britney Spears es parodiada mediante la representación de una cobertura mediática exagerada e invasiva.

Randy Marsh observa un debate televisado entre Barack Obama y Hillary Clinton, el cual es abruptamente interrumpido para informar que Britney Spears ha sido vista en South Park. Los noticieros ofrecen una recompensa de 100,000 dólares por una fotografía de ella orinando, lo que refleja la constante e invasiva cobertura mediática. Motivados por esto, Stan, Kyle, Cartman y Butters intentan obtener una imagen comprometida, utilizando un disfraz de ardilla. 
Logran ingresar al hotel donde se hospeda, haciéndose pasar por sus hijos. Britney, emocionada al creer que sus hijos la visitan, pronto cae en una profunda depresión al descubrir la verdad. Abrumada por el acoso constante, intenta suicidarse con una escopeta, pero sobrevive, a pesar de perder gran parte de su cráneo.
Culpables por lo sucedido, Stan y Kyle la visitan en el hospital para disculparse. Sin embargo, la persecución mediática continúa, obligándola a huir con los niños y su representante. Aunque intenta retomar su carrera grabando una nueva canción y presentándose en los MTV Video Music Awards, el rechazo del público empeora su estado.
Los chicos elaboran un plan para llevarla al polo norte y protegerla. En el camino, descubren que los aldeanos y paparazzi creen que su sacrificio es necesario para garantizar una buena cosecha, en una sátira del cuento La lotería de Shirley Jackson. La presión social culmina con la muerte de Spears, fotografiada sin descanso por la multitud.
Meses después, los habitantes de South Park celebran la abundante cosecha, mientras los medios anuncian el ascenso de Miley Cyrus como nueva superestrella. Los ciudadanos, incluidos Stan y Kyle, comienzan a verla como su siguiente objetivo.

## Recepción del Público
Este episodio divide drásticamente al público de South Park, que se creía difícil al comienzo de la temporada.
TV Squad da un comentario positivo del episodio, entendiendo la forma en la que parodian a las celebridades, El comentario no lo comparte TV.com, allí, este episodio es el peor valorado después de "la Stanley's Cup", La mayoría de los fanáticos estuvieron decepcionados con el episodio, en particular, por lo que anunció Comedy Central antes de comenzar la temporada, un "Regreso a los orígenes", y este no es el caso de los primeros capítulos de la temporada 12. Este episodio es el más visto en la serie de la temporada y también una de las peor comentadas.

## Trivia
- El título del episodio es un juego de palabras de la línea de moda de Dior "New Look".
- Britney Spears ya había aparecido en otros episodios de la serie, como en "Christian Rock Hard" y "GENIAL-O".
- Este es el episodio en donde Cartman muestra su talento como fotógrafo.
- Kenny no aparece en el episodio pero sus padres si.
- Kyle es disfrazado de niña por primera vez en la serie, entonces, con la excepción de Stan, los personajes fueron disfrazados por lo menos 1 vez.

## Gente que mató a Britney
- Las lesbianas de G-Win!
- La Sra. Garrison
- El Jefe de Policía Yates
- Radiohead
- Mr. Venezuela (personaje de un capítulo de la serie)
- Gerald y Sheila Broflovski
- Randy y Sharon Marsh
- Stuart y Carol McCormick
- Liane Cartman
- Gene Hackman
- El geek y Nelson, de "Make Love, Not Warcraft"
- Las personas del Campamento de Butters en "Cartman la mama"
- El empresario de "Guitar Queer-o"
- Al Gore
- Un programador de World of Warcraft
- Condoleezza Rice
- Hillary Clinton